# 梅拉图尔
梅拉图尔（Melattur），是印度泰米尔纳德邦坦贾武尔县的一个城镇。总人口7815（2001年）。

## 人口
该地2001年总人口7815人，其中男性3896人，女性3919人；0—6岁人口912人，其中男458人，女454人；识字率66.41%，其中男性为73.97%，女性为58.89%。